# 王仲翁
王仲翁，是西漢的儒生。
大將軍霍光當政之時，長史丙吉推薦儒生王仲翁與蕭望之等數人，皇帝皆召見。
上官桀被滅族之後，王仲翁等人被補為大將軍史。三年後，王仲翁升至光祿大夫、給事中，蕭望之等以射策甲科為郎，擔任小苑東門候的職務。王仲翁出入從倉頭廬兒，下車趨門，傳呼甚寵，回頭對蕭望之發問說：「不肯錄錄，反抱關為？」蕭望之答說：「各從其志。」